# 兄友
『兄友』（あにとも）は、赤瓦もどむによる日本の漫画作品。『ザ花とゆめ』（白泉社）2015年3月1日号に読み切り作品として掲載された後、『花とゆめ』（同社刊）同年11号から13号まで集中連載され、18号から19号に前後編が掲載、22号から本格連載が始まり、2018年20号まで連載された。
2018年3月にテレビドラマ化、5月に実写映画化。

## あらすじ
七瀬まいは、隣の部屋で兄の友人・西野荘太が「妹さん…可愛いな」と言っているのを聞いてしまう。荘太は、家の壁が薄く会話が聞こえてしまうことにまったく気づいていない。その日から、まいは壮太のことを意識するようになってしまう。

## 登場人物
声は、『花とゆめ』2016年19号付録のドラマCDの声優。演はテレビドラマ版・映画版共通。
七瀬まい（ななせ まい）
声 - 大橋彩香 / 演 - 松風理咲
主人公。家事全般が得意だが、クラスメイトの男子からは所帯くさいとからかわれている。
西野壮太（にしの そうた）
声 - 水島大宙 / 演 - 横浜流星
秋の兄・雪紘の友人。女性慣れしていない。
七瀬雪紘（ななせ ゆきひろ）
声 - 鳥海浩輔 / 演 - 古川毅
まいの兄。まいとは違う高校で、生徒会長をしている。ドSな性格。
西野秋（にしの あき）
演 - 小野花梨
壮太の妹。オタク女子。
加賀樹（かが いつき）
演 - 松岡広大
壮太の従弟。動物に異様に好かれる。

## 書誌情報
- 赤瓦もどむ 『兄友』 白泉社 〈花とゆめコミックス〉、全10巻
  1. 2015年12月18日発売[9][10]、『花とゆめ』2015年11号[1] - 13号、18号 - 19号、ISBN 978-4-592-21591-2
  2. 2016年6月20日発売[11][12]、『花とゆめ』2015年22号[3] - 24号、2016年2号 - 4号、ISBN 978-4-592-21592-9
  3. 2016年9月20日発売[13]、『花とゆめ』2016年6号 - 8号、10号 - 12号、ISBN 978-4-592-21593-6
    - おまけのページ（『ヤングアニマル』2016年13号）

  4. 2017年1月20日発売[14]、『花とゆめ』2016年14号 - 16号、18号 - 20号、ISBN 978-4-592-21594-3
    - 兄友 特別編（『ザ花とゆめ』2015年12月1日号）

  5. 2017年4月20日発売[15]、『花とゆめ』2016年23号 - 2017年2号、4号 - 5号、ISBN 978-4-592-21595-0
    - 番外編 兄友（『ザ花とゆめ』2016年12月1日号）

  6. 2017年9月20日発売[16]、『花とゆめ』2017年6号、8号 - 11号、13号、ISBN 978-4-592-21596-7
  7. 2018年1月19日発売[17]、『花とゆめ』2017年14号 - 16号、18号 - 20号、ISBN 978-4-592-21597-4
  8. 2018年5月18日発売[18]、『花とゆめ』2017年21号、23号 - 24号、2018年1号 - 2号、4号、ISBN 978-4-592-21598-1
    - 番外編 兄友（『ザ花とゆめ』2017年12月1日号）
    - おまけのページ（描きおろし）

  9. 2018年9月20日発売[19]、『花とゆめ』2018年5号、7号 - 9号、11号 - 12号、ISBN 978-4-592-21599-8
  10. 2018年11月20日発売[20]、『花とゆめ』2018年13号 - 14号、17号 - 20号[2]、ISBN 978-4-592-21600-1

### 単行本未収録作品
- 兄友（『ザ花とゆめ』2015年3月1日号）

## テレビドラマ
2018年3月より、毎日放送の制作により、TBSをはじめとする同系列局の一部で放送の『ドラマイズム』枠にて、『わたしに××しなさい!』と2本立てで放送。
2018年6月3日にDVDリリース（DSZD-08190、特典：メイキング映像付）。

### キャスト（テレビドラマ）
主要キャストは「#主な登場人物」項を参照。
橘萩之介（たちばな はぎのすけ）
演 - 福山潤
原作には登場しない実写オリジナルキャラクター。テレビドラマの初回初登場。実写映画版にも登場する。秋がアルバイトをするドッグカフェ「Happy Dogs」の店長で、壮太に恋愛講座を繰り広げる。

### スタッフ（テレビドラマ）
- 原作 - 赤瓦もどむ「兄友」（「花とゆめ」（白泉社））
- 監督 - 中島良
- 脚本 - 神沢ミホ、中川千英子
- 音楽 - 森野宣彦
- 主題歌 - サイダーガール「パレット」
- チーフプロデューサー - 丸山博雄
- 企画プロデューサー - 木村元子
- プロデューサー - 村島亘、中林千賀子
- 制作プロダクション - ドリームプラス、ブースタープロジェクト
- 製作 - 「兄友」製作委員会、毎日放送

### 放送日程
| 各話   | 放送日   | 放送日  | サブタイトル       | 脚本       |
| 各話   | 毎日放送 | TBS     | サブタイトル       | 脚本       |
| ------ | -------- | ------- | ------------------ | ---------- |
| 第1話  | 3月26日  | 3月28日 | はじめての名前呼び | 神沢ミホ   |
| 第2話  | 4月02日  | 4月04日 | はじめての手つなぎ | 中川千英子 |
| 第3話  | 4月16日  | 4月11日 | はじめてのキス     | 神沢ミホ   |
| 最終話 | 4月16日  | 4月18日 | はじめてのお泊り   | 中川千英子 |

### 放送局
毎日放送やTBSテレビを始め、TBS系列などで放送。
| 毎日放送・TBS ドラマイズム | 毎日放送・TBS ドラマイズム | 毎日放送・TBS ドラマイズム |
| 前番組                     | 番組名                     | 次番組                     |
| -------------------------- | -------------------------- | -------------------------- |
| 賭ケグルイ                 | わたしに××しなさい! / 兄友 | やれたかも委員会           |

## 実写映画
2018年5月26日公開。主演は横浜流星。
2018年5月9日に新宿バルト9で完成披露試写会を開催。5月26日の公開日にはTジョイPRINCE 品川で初日舞台挨拶を行いました。
2018年12月7日にDVDリリース（DSTD-20149、特典：メイキング・イベント映像付）。

### スタッフ（映画）
- 監督 - 中島良[6]
- 脚本 - 中川千英子[6]
- 音楽 - 森野宣彦
- 原作 - 赤瓦もどむ「兄友」（白泉社 花とゆめ）
- 主題歌 - サイダーガール「パレット」
- 企画プロデュース - 木村元子
- プロデューサー - 中林千賀子
- 撮影 - 長瀬拓
- 照明 - 浅見貴宏
- 録音 - 小松将人
- 整音 - 藤島敬弘、村田桃子
- 装飾 - 山川邦彦
- 衣装 - 金田あずさ
- ヘアメイク - 梅原さとこ
- 編集 - 大川景子
- 助監督 - 市原直、渡辺圭太
- 制作プロダクション - ドリームプラス、ブースタープロジェクト
- 配給 - T-JOY
- 製作 - 「兄友」製作委員会